# Dirk Jan de Geer
 (janvier 2019).
Si vous disposez d'ouvrages ou d'articles de référence ou si vous connaissez des sites web de qualité traitant du thème abordé ici, merci de compléter l'article en donnant les références utiles à sa vérifiabilité et en les liant à la section « Notes et références ».
Jonkheer Dirk Jan de Geer, né le 14 décembre 1870 à Groningue et mort le 28 novembre 1960 à Soest, est un noble néerlandais, avocat, homme d'État conservateur et président du Conseil des ministres des Pays-Bas à deux reprises. Mandaté de 1926 à 1929, puis de 1939 à 1940, il est disgracié pour avoir prôné un règlement de paix entre les Pays-Bas et l'Allemagne nazie en 1940.

## Biographie
Il était un descendant de la famille De Geer peinte par Rembrandt. Après avoir obtenu son doctorat en droit en 1895, il a travaillé comme journaliste et comme conseiller municipal à Rotterdam (1901-1907). Il fut par la suite membre du Parlement sous l'étiquette de l'Union chrétienne historique.
De Geer était un homme politique stable et respecté avant la guerre, ayant déjà dirigé le pays durant 3 ans. Après la chute du cinquième cabinet d'Hendrikus Colijn, il fut rappelé pour former un nouveau gouvernement. Cependant, il n'était pas formé pour le rôle de Premier ministre d'une nation en guerre. Quand les Allemands ont attaqué les Pays-Bas le 10 mai 1940, la situation s'envenima très vite et le gouvernement fut obligé de fuir pour Londres.
Une fois à Londres, De Geer préconisa la négociation d'une paix séparée entre les Pays-Bas et le Troisième Reich. Il déstabilisa son gouvernement et le moral néerlandais en déclarant ouvertement que la guerre ne pourrait jamais être gagnée. Il fut finalement démis de ses fonctions à l'initiative ferme de la reine Wilhelmine, et remplacé par  Pieter Sjoerds Gerbrandy.
Il fut envoyé avec une mission diplomatique aux Indes néerlandaises, actuelle Indonésie. Il n'y parvint jamais : lors d'une escale au Portugal, il partit et retourna auprès de sa famille aux Pays-Bas avec la permission des Allemands. Cela irrita la reine Wilhelmine, qui le traita de traître et de déserteur de la cause néerlandaise. Il écrivit pendant la guerre une brochure controversée avec des « instructions » pour la population sur la façon de coopérer avec les Allemands. Wilhelmine l'avertit que s'il continuait à publier cet ouvrage, il serait poursuivi en justice après la libération. Il continua malgré tout la publication, et fut effectivement traduit en justice après la guerre. Il fut reconnu coupable et déchu de tous ses titres honorifiques. Il mourut 15 ans plus tard à Soest, aigri et toujours persuadé de son innocence.